# Strv m/42
Stridsvagn m/42、略称Strv m/42は初めて75 mm級の砲を搭載したスウェーデン製の中戦車である。この車輌はまたランツヴェルク社製のラーゴII、III、IVとしても知られる。
1941年11月に最初に就役し、当時としては完全に水準を満たした戦車である。兵装はL/34 75 mm砲であり、良好な装甲と機動性を持っていた。

## 設計
Strv m/42には原型が存在する。1930年代後半、ランツヴェルク社の社内呼称で「ラーゴ中戦車」と呼ばれた車輌が、ハンガリー陸軍のために生産されていた。
この車輌は車重16 t、57 mm戦車砲と機関銃3挺を装備していた。ラーゴ中戦車もまた、ランツヴェルク社のStrv L-60軽戦車から開発された車輌である。
スウェーデン陸軍はラーゴ中戦車よりも大型で良好な戦車を指定し、この結果はStrv m/42、後にStrv m/42 TMと呼ばれる戦車となった。
この車輌の車重は22 t、装甲車両とソフトスキン車輌に対抗するためL/34 75 mm砲を装備し、ドイツ軍のStuK 37 L/24 7.5 cm砲と同様の性能を発揮した。
Strv m/42 TMの変速装置は良好に機能せず、これらの車輌はStrv m/42 THとしても製造された。これらは新規の機械式変速装置を装備することがあり、Strv m/42 TVと呼ばれた。

## 生産
1941年11月、100輌のStrv m/42が発注された。全車両が電磁式変速装置を装備している。Strv m/42 TMのTとはエンジンが2機であることを意味し、Mは電磁式であることを意味する。1942年1月、さらにまた60輌のStrv m/42が発注された。この生産ではボルボ社のライセンスの下で製造が行われ、最初の55輌には2機のスカニア=ヴァビス 603エンジンが装備された。また最後の5輌には新型エンジンが搭載された。これはボルボ A 8Bエンジンである。全ての車輌は最初の生産車輌が有した電磁式変速装置を新型の油圧式変速装置に交換しており、これらは全て改修が施されていた。エンジン1機を装備した車輌はStrv m/42 EHと呼称された。
1942年6月、また別に80輌がランツヴェルク社から発注され、内訳は70輌がStrv m/42 TH、10輌がStrv m/42 EHだった。1943年4月から1945年1月の期間中に282輌のStrv m/42が完成し、うち180輌はランツヴェルク社によって作られていた。102輌はボルボ社による。車輌の大多数すなわち225輌にはスカニア エンジンが搭載された。他の57輌にはボルボ エンジンが載せられている。
1957年から1960年にかけ、225輌生産されたStrv m/42 THおよびm/42 TV（全車がstrv m/42に2機のスカニア=ヴァビス 603エンジンを搭載したもの）がStrv 74へと作り直され、またEH型車輌（strv m/42にボルボ エンジンを積んだもの）はIkv 73歩兵支援車輌へ作りかえられた。砲塔は主要な海岸線に沿って配備される固定式の砲搭載トーチカに再利用されたが、しかし大部分は港湾、また希には空港の防衛に用いられた。

## 就役
Strv m/42は以下の機甲連隊に配備された。
- P 1/Enköping - Gotland stridsvagnskompani（ゴットラント機甲中隊）
- P 2/Helsingborg
- P 3/Strängnäs
- P 4/Skövde - ここでの本車は新規に設立された戦車中隊に編成された。

Strv m/42は機甲旅団の重戦車中隊にも採用された。これらは1950年代に一線の任務から退役していき、Stridsvagn 81に代替された。

## 派生型
Strv m/42は4つのバージョンで発注されている。形状は3種である。
Strv m/42 TM
(ラーゴII)エンジン2機を装備する。電磁式の変速装置を持つ。1943年から44年に製造。
Strv m/42 TH
(ラーゴIII)エンジン2機を装備する。油圧式の変速装置を持つ。1944年製造。
Strv m/42 EH
(ラーゴIV)エンジン1機を装備する。油圧式の変速装置を持つ。1944年から45年に製造。
Strv m/42 TV
エンジン2機を装備する。油圧式の変速装置を持つ。1948年製造。

## 登場作品
『World of Tanks』
スウェーデン中戦車Strv m/42として開発可能。